# 希梅娜·佩雷斯
希梅娜·佩雷斯·布兰科（西班牙語：Jimena Pérez Blanco，1997年8月22日—）生于桑坦德，是一名西班牙女子游泳运动员，主攻中长距离自由泳。她童年时便随家人移居至马德里。她在7岁时受姐姐影响开始接触游泳，同时也顺便缓解她童年时的背部问题，但直到12至13岁时才开始认真练习。2013年，她在欧洲青年游泳锦标赛上获得金牌，这是她的首枚国际主要青年级别比赛奖牌，一年后，她在南京青奥上获得女子800公尺自由泳银牌。